# إدواردو نونيز
إدواردو نونيز هو لاعب كرة قاعدة دومينيكاني، ولد في 15 يونيو 1987 في سانتو دومينغو في جمهورية الدومينيكان.

## وصلات خارجية
- إدواردو نونيز على موقع دوري كرة القاعدة الرئيسي (الإنجليزية)
- إدواردو نونيز على موقعبيزبول رفرنس.كوم (الدوري الرئيسي) (الإنجليزية)
- إدواردو نونيز على موقعبيزبول رفرنس.كوم (الدوري الثانوي) (الإنجليزية)
- إدواردو نونيز على موقع إي إس بي إن.كوم (أم.أل.بي) (الإنجليزية)
- إدواردو نونيز على موقع مشجعي الرسوم البيانية (الإنجليزية)